# スナパリシン
スナパリシン(Snapalysin、EC 3.4.24.77)は、酵素である。この酵素は、P1'位のチロシンまたはフェニルアラニンの結合を選択的に加水分解する反応を触媒する。
この酵素は、ペプチドファミリーM7に属する。